# 도부 기류선
도부 철도 기류 선(일본어: 東武桐生線, とうぶきりゅうせん)은 일본의 철도 노선 하나이다. 도부 철도가 운영한다. 일본 군마현 오타시에 있는 오타역과 군마 현 미도리시에 있는 아카기역을 잇는다.

## 운행 형태
료모 호가 이세사키 선 아사쿠사 역과 아카기 역을 운행한다. 1시간마다 운행된다.
보통 열차는 1인 승무이며 기본적으로 고이즈미 선 히가시코이즈미역으로 직결 운행한다. 1시간마다 운행된다.

## 차량
- 200계·250계 (료모 호)
- 8000계 (보통 열차)

## 역 목록
모든 역은 군마현에 소재한다.
| 역 번호 | 역 이름    | 일본어 이름 | 영업 거리 | 접속 노선                                                           | 소재지                             |
| ------- | ---------- | ----------- | --------- | ------------------------------------------------------------------- | ---------------------------------- |
| TI-18   | 오타       | 太田        | 0.0       | 이세사키 선(료모 호는 직결 운행) 고이즈미 선(보통 열차는 직결 운행) | 오타시                             |
| TI-51   | 산마이바시 | 三枚橋      | 3.4       |                                                                     | 오타시                             |
| TI-52   | 지로엔바시 | 治良門橋    | 5.9       |                                                                     | 오타시                             |
| TI-53   | 야부즈카   | 藪塚        | 9.7       |                                                                     | 오타시                             |
| TI-54   | 아자미     | 阿左美      | 13.1      | 미도리시                                                            |                                    |
| TI-55   | 신키류     | 新桐生      | 14.6      | 기류시                                                              |                                    |
| TI-56   | 아이오이   | 相老        | 16.9      | 기류시                                                              | 와타라세 계곡 철도 와타라세 계곡선 |
| TI-57   | 아카기     | 赤城        | 20.3      | 조모 전기 철도 조모 선                                              | 미도리 시                          |